# Prozessgericht
Prozessgericht, auch Vollstreckungsgericht, ist die Bezeichnung für ein in bestimmten Fällen zuständiges Vollstreckungsorgan bei der Zwangsvollstreckung nach der deutschen Zivilprozessordnung (ZPO).
Bei Zwangsvollstreckung aus Vollstreckungstiteln, die den Schuldner zu bestimmten Handlungen, Duldungen oder Unterlassungen verpflichten, liegt die Zuständigkeit nach § 887, § 888 und § 890 ZPO beim Prozessgericht des ersten Rechtszugs als Vollstreckungsorgan. Das ist dasjenige Gericht, das im Erkenntnisverfahren in erster Instanz zuständig war oder wäre.
Bei der zivilrechtlichen Zwangsvollstreckung können, zusätzlich zu dem Prozessgericht, folgende Vollstreckungsorgane zum Einsatz kommen:
- Gerichtsvollzieher
- Amtsgericht
- Grundbuchamt